# Chernykhite
La chernykhite est un minéral de la classe des silicates, qui appartient au groupe des micas. Il est nommé d'après Viktor Vasil'evich Chernykh (Виктора Васильевича Черных) (1889-1941), minéralogiste et chef du département de minéralogie de l'Institut Minier de Leningrad.

## Caractéristiques
La chernykhite est un silicate de formule chimique (Ba,Na)(V3+,Al,Mg)2[(Si,Al)4O10](OH)2. Il s'agit d'une espèce approuvée par l'Association internationale de minéralogie, qui a été publiée pour la première fois en 1973. Elle cristallise dans le système monoclinique. Sa dureté sur l'échelle de Mohs est comprise entre 3 et 4.

## Classification
Elle fait partie du groupe des micas, et plus particulièrement du sous-groupe de la muscovite.
| Minéral                | Formule                            | Groupe ponctuel | Groupe d'espace |
| ---------------------- | ---------------------------------- | --------------- | --------------- |
| Muscovite              | KAl2(Si3Al)O10(OH,F)2              | 2/m             | C2/m            |
| Paragonite             | NaAl2(Si3Al)O10(OH)2               | m ou 2/m        | Cc ou C2/c      |
| Chernykhite            | (Ba,Na)(V,Al,Mg)2(Si,Al)4O10(OH)2  | 2/m             | C2/c            |
| Roscoélite             | K(V,Al,Mg)2AlSi3O10(OH)2           | 2/m             | C2/m            |
| Glauconite             | (K,Na)(Fe,Al,Mg)2(Si,Al)4O10(OH)2  | 2/m             | C2/m            |
| Céladonite             | K(Mg,Fe)(Fe,Al)[Si4O10](OH)2       | 2/m             | C2/m            |
| Ferrocéladonite        | K2Fe2+Fe3+Si8O20(OH)4              | 2/m             | C2/m            |
| Ferroaluminocéladonite | K2Fe2Al2Si8O20(OH)4                | 2/m             | C2/m            |
| Aluminocéladonite      | KAl(Mg,Fe)2Si4O10(OH)2             | 2/m             |                 |
| Chromcéladonite        | KCrMg(Si4O10)(OH)2                 | 2               | C2              |
| Tobélite               | (NH4,K)Al2(Si3Al)O10(OH)2          | 2/m             | C2/m            |
| Nanpingite             | Cs(Al,Mg,Fe,Li)2(Si3Al)O10(OH,F)2  | 2/m             | C2/c            |
| Boromuscovite          | KAl2(Si3B)O10(OH,F)2               | 2/m             | C2/m            |
| Montdorite             | (K,Na)(Fe,Mn,Mg)2,5[Si4O10](F,OH)2 | 2/m             | C2/c            |
| Chromphyllite          | (K,Ba)(Cr,Al)2[AlSi3O10](OH,F)2    | 2/m             | C2/c            |
| Shirokshinite          | KNaMg2Si4O10F2                     | 2/m             | C2/m            |

## Formation et gisements
Elle a été découverte dans le gisement de vanadium de Balasauskandyk, à Shieli (Oblys de Kyzylorda, Kazakhstan). Elle a aussi été décrite dans d'autres endroits du Kazakhstan, en particulier dans la région du Turkestan, et dans la province du Shaanxi en Chine.